# 数据传输
数据传输、数字传输或数字通信是数据（数码位元流）在一个点对点或点对多点通信的物理传输管道。這樣的管道包括双绞线、光纤、无线通信频道、存储设备及電腦匯流排。数据本身以一種电磁信号代表，如电压、无线电波、微波或红外线信号。
模拟通信用于传输连续变化的模拟信号，数字通信则用于传输离散消息。运用一个数字调制方法，离散消息可表示为一系列脉冲通过一个线路码（基带传输），或一组有限的连续变化波形（通带传输）。通带调制与相应的解调（也被称为检出）通过调制解调器设备实现。依照数字信号最常见的定义，通常以基带与通带两种信号表示的比特流被认为是数据传输。另一种定义中则只考虑到基带信号，而数据的通带传输作为一种形式的数模转换。
数据传输可以是从数据源始发的数字信息，例如一台计算机或一个键盘。也可以是将一个模拟信号如电话或视频信号数字化至一个比特流，例如使用脉冲编码调制（PCM）或更进一步的数据压缩（数模转换与数据压缩）方案。这种信源的编解码是通过编解码器设备所进行的。数据传输方式可以分为单工、半双工和全双工数据传输。

## 概述
在“数据传输”领域的课程和教科书中以及《数字传输》和《数字通信》也有與以下类似的内容。
数字传输或数据传输以前一直属于电信和电气工程的范畴。数据传输的基本原则也可以包涵在数据通信之中的计算机科学 / 计算机工程学科内，其中还包括计算机联网应用程序和网络协议中，例如路由、交换和进程间通信。虽然传输控制协议（TCP）涉及到“传输”这个术语，TCP和其他传输层协议一般都“不”在有关数据传输的教科书或课程中讨论，而是在计算机网络中说明。
远程传输一词涉及模拟通信和数字通信。在大多数的教科书中，模拟传输一词仅是指一个模拟信息信号通过一个模拟信号（没有数字化）的传输，无论是作为一个非调制的基带信号，还是作为用模拟调制方法（如AM或FM）的一个通带信号。它也可能包括模拟上的模拟脉冲调制的基带信号，如脉冲宽度调制。在计算机联网的传统的几本书中，“模拟传输”是指使用数字调制方法的位流通带传输，比如FSK、PSK和ASK。注意，这些方法在名为数字传输或数据传输的教科书中有所介紹。
数据传输的理论方面包括在信息论和编码理论中。

## 协议分层
在数据传输领域的课程与教材中，通常使用如下的OSI模型处理协议分层与主题：
- 第一层，物理层：
  - 信道编码，包括
    - 数字调制
    - 线路码
    - 前向纠错码（FEC）码

  - 位同步（英语：Self-synchronizing code）
  - 多路复用
  - 均衡（英语：Equalization）
  - 信道模型
- 第二层，数据链路层：
  - 信道接入（英语：Channel access method）、介质访问控制（MAC）
  - 分组模式通信和帧同步（英语：Frame synchronization）
  - 错误检测和自动重传请求（ARQ）
  -  流量控制
- 第六层，表示层：
  - 信源编码（数字化和数据压缩）和信息论。
  - 加密（可能发生在任何一层）

## 通訊頻道
- 資料傳輸電路（英语：Data transmission circuit）
- 全雙工
- 半雙工
- 單工
- 多點（英语：Multi-drop）：
  - 匯流排拓撲
  - 網狀網路
  - 環狀拓撲
  - 星型網
  - 無線網路
- 點對點（英语：Point-to-point (telecommunications)）